# Americans de Kansas City
Les Americans de Kansas City sont une équipe de hockey sur glace. Basée à Kansas City dans le Missouri aux États-Unis, l'équipe évolue entre 1940 et 1942 dans l'Association américaine de hockey.

## Historique
L'équipe des Americans est créée en 1940 pour jouer dans l'Association américaine de hockey. Le club sert ainsi de club-école pour les Black Hawks de Chicago de la  Ligue nationale de hockey.
Lors de la première saison, en 1940-1941, l'équipe a comme entraîneur Bill Hudson et Johnny Gottselig qui occupent le poste d'entraîneur et de joueurs. Avec 45 points, Hudson termine meilleur pointeur de l'équipe alors que cette dernière termine troisième du classement de la saison régulière. Qualifiés pour les séries éliminatoires, les joueurs des Americans battent les Millers de Minneapolis au premier tour en trois rencontres. Ils perdent la finale des séries contre les Flyers de Saint-Louis trois matchs à deux.
Lors de la saison suivante, l'AHA accueille de nouvelles équipes et deux divisions sont mises en place, les Americans terminant premiers de la division du Sud. L'équipe est toujours dirigée par Gottselig qui termine à son tour meilleur pointeur des siens. Max Bentley, futur membre du Temple de la renommée du hockey fait partie de l'équipe. Grâce à leur première place, les Americans sont exemptés du premier tour et ils accèdent à la finale en éliminant les Rangers de Fort Worth 3-0. Ils ne parviennent toujours pas à remporter les séries et perdent la finale 3-0 contre les Knights d'Omaha.
À la fin de la saison 1942, la ligue vote sa dissolution sous la présidence de Lyle Wright des Knights d'Omaha et cela solde la fin des Americans.

## Statistiques
| Saison    | PJ | V  | D  | N | % V | BP   | BC  | Pts | Classement      | Séries éliminatoires |
| --------- | -- | -- | -- | - | --- | ---- | --- | --- | --------------- | -------------------- |
| 1940-1941 | 48 | 25 | 23 | 0 | 50  | 52,1 | 150 | 152 | Troisième AHA   | Défaite en finale    |
| 1941-1942 | 50 | 31 | 17 | 2 | 64  | 64,0 | 185 | 157 | Premier AHA Sud | Défaite en finale    |